# Vinča-Belo brdo
Vinča-Belo brdo (en serbe cyrillique : Винча-Бело брдо) est un site archéologique situé à Vinča, en Serbie, sur la rive droite du Danube. Il a été occupé de la Préhistoire au Moyen Âge mais, en raison des découvertes remontant au Néolithique et au Chalcolithique qui y ont été réalisées, il a donné son nom à une culture archéologique, la culture de Vinča, qui a fleuri dans les Balkans entre 6000 et 3000 av. J.C. Le site est inscrit sur la liste des sites archéologiques d'importance exceptionnelle de la république de Serbie.

## Emplacement
Vinča est située sur la rive droite du Danube, à 14 km en aval de Belgrade, sur une haute terrasse de lœss. Cet emplacement a sans doute paru favorable à ses habitants du Néolithique, le Danube procurant d'un côté de l'eau et des ressources pour la pêche tandis que, de l'autre côté, la vallée de la rivière Bolečica reliait le site à des zones riches en minerais et offrait des terres propices à la chasse et à l'agriculture. Belo brdo est un des plus grands site à tell des Balkans : il s'étend sur dix hectares avec 9 m de couches contenant des vestiges culturels pour une hauteur totale de 10,5 m,.

## Fouilles
Les premières fouilles du site de Vinča-Belo brdo ont été effectuées en 1908 par l'archéologue serbe Miloje Vasić. Elles furent interrompues par la Première Guerre mondiale et, en dehors d'une brève campagne de recherches en 1924, Vasić fut incapable de réunir les fonds nécessaires pour poursuivre son travail. Il fut cependant soutenu financièrement par l'homme d'affaires et archéologue britannique Sir Charles Hyde et put reprendre ses fouilles sur une plus grande échelle entre 1929 et 1931. Ces travaux attirèrent l'attention de la presse britannique et le site fut ainsi visité par plusieurs savants et intellectuels de l'époque comme John Myres, Veselin Čajkanović, W. A. Hurtley et Bogdan Popović.
De nouvelles fouilles furent entreprises en 1978 sous les auspices de l'Académie serbe des sciences et des arts. Entre 1978 et 1982, les archéologues, sous la direction de Nikola Tasić et de Gordana Vujović, se concentrèrent sur les couches correspondant à l'âge du bronze et aux périodes ultérieures. Puis, en 1982, des fouilles furent réalisées sur l'occupation du site au Néolithique sous la direction de Milutin Garašanin et de Dragoslav Srejović ; cette étude se poursuit encore aujourd'hui. Pendant ces campagnes de fouilles, le site a connu de nombreux dommages liés au pillage et aux recherches non autorisées.

## Occupation du site

### Période de Starčevo (vers 5700-5300 av. J.C.)
Les couches les plus anciennes du site de Belo brdo datent d'environ 5700 av. J.-C. et sont caractéristiques des débuts de la culture de Starčevo. Les vestiges de cette période sont rares et sont principalement constitués par une grande tombe contenant les corps de cinq hommes. Ce genre de sépulture collective est inhabituelle dans les sites de Starčevo, où l'inhumation individuelle est la règle. En dehors de cette tombe, les vestiges de la culture de Starčevo trouvés à Belo brdo en font un site parmi d'autres de la région de l'actuelle Belgrade.

### Période de Vinča (vers 5200-4900 av. J.C.)

Extension de la culture de Vinča

Un siècle après l'abandon du site de Starčevo, Belo brdo fut occupé par des populations appartenant à la culture de Vinča. Les archéologues y ont mis au jour 13 constructions remontant à cette période, ce qui en fait la plus riche de la stratigraphie du tell ; ces nouveaux édifices ont été construits sur les vestiges subsistant d'une période d'incendies. Belo brdo fut un des centres les plus importants de la culture de Vinča et, à son apogée, une des localités les plus importantes de l'Europe du Néolithique. En revanche, le site a été abandonné vers 4900 av. J.C., cinq siècles avant la disparition de la culture de Vinča,.

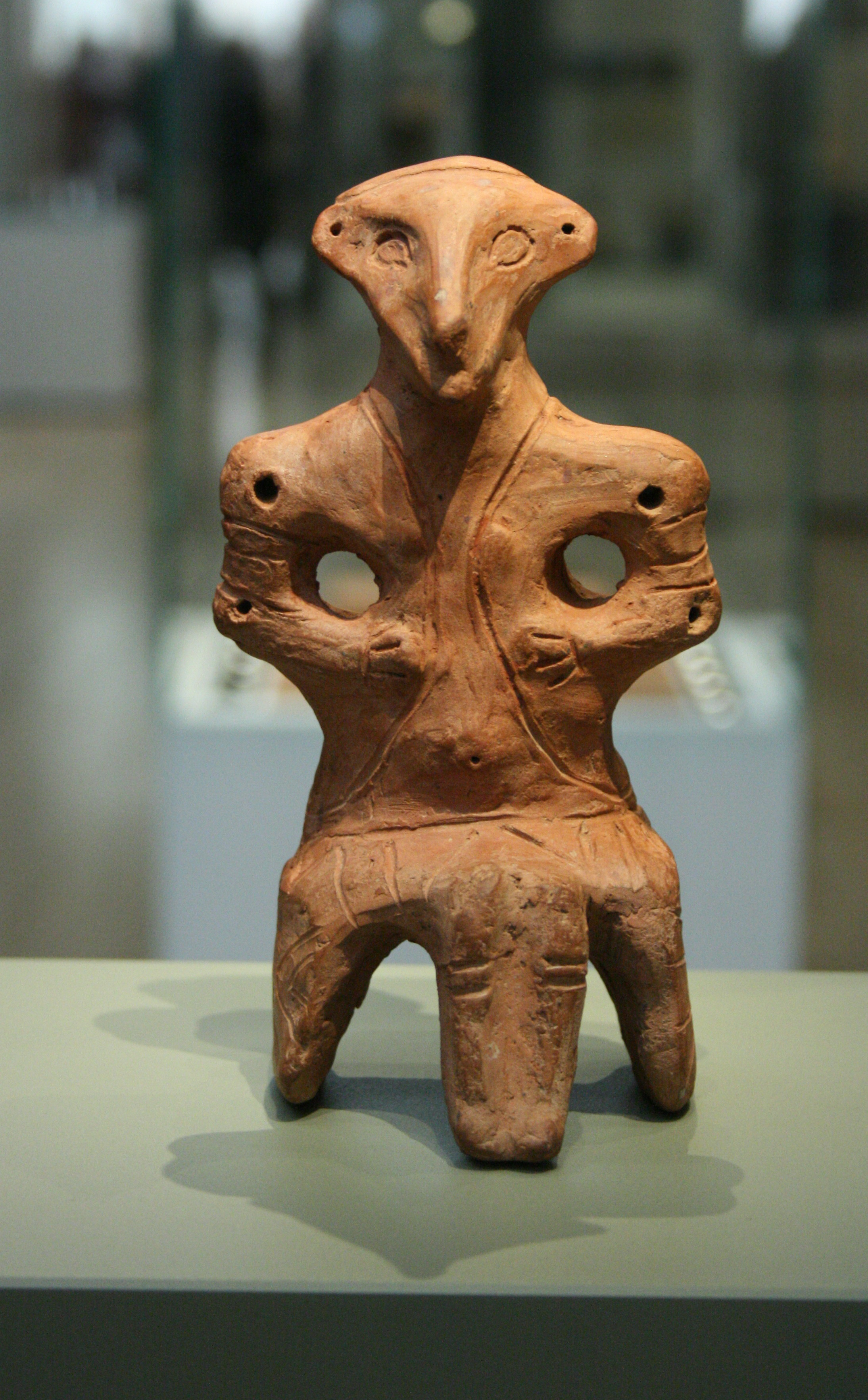
Figurine en argile trouvée sur le site de Vinča-Belo Brdo, British Museum.

Comme au temps de la culture de Starčevo, les maisons de la culture de Vinča à Belo brdo étaient d'abord construites en bois et en argile mais on y fit également usage d'isolants et leurs murs furent ornés de décors peints et de revêtements. À une période plus récente, on y trouve des édifices rectangulaires plus importants, avec des divisions intérieures et du mobilier permanent (bancs, braseros, roues à eau, tables, etc.), concurrençant les habitants à pièce unique. La localité de la période de Vinča disposaient de rues droites, dotées de clôtures, et bien plus larges que celles de la période de Starčevo. Les habitants vivaient de la culture des céréales (engrain, amidonnier et orge), ainsi que de l'élevage d'animaux domestiques (d'abord les bovins mais aussi les chèvres, les moutons et les porcs)[réf. nécessaire]. La pratique de l'agriculture et de l'élevage étaient sans doute complétée par les apports de la chasse et de la pêche.
Vinča-Belo brdo, dans sa période la plus ancienne, semble avoir constitué un centre religieux important pour l'ensemble de la région. La fabrication de divers objets cultuels, comme les « amulettes champignons » ou les « têtes d'animaux », constitués de pierres semi-précieuses, a vu le jour sur le site et s'est répandue à d'autres sites de la culture de Vinča. La matière première nécessaire à la fabrication de ces objets a souvent été importée, ce qui indique l'existence d'un important réseau d'échanges dès cette période ancienne. De nombreux objets rituels, en particulier des figurines anthropomorphiques, ont également été mises au jour sur le site. Une autre innovation rituelle de la première phase de Vinča à Belo brdo est celle du bucranium, un culte fondé sur l'adoration de crânes de bœufs suspendus dans les maisons. Les historiens ont émis l'hypothèse que cette pratique était fondée sur l'idée que la prospérité était alors proportionnelle à la possession de têtes de bétail. Plus tard, Belo brdo fut plus ou moins éclipsé par le site voisin de Vršac, qui devint le centre le plus important du commerce d'objets fabriqués à partir des coquilles de Spondylus. Par voie de conséquence, les figurines de la dernière phase de la culture de Vinča connurent une moindre diffusion, tandis qu'elles devenaient plus standardisées ; on y trouve également des symboles caractéristiques de l'écriture de Vinča, qui indiquent peut-être une rivalité entre différents artisans de Belo brdo qui essayaient d'assurer leur contrôle sur la circulation des objets rituels.

### Après la culture de Vinča
Le site de Belo brdo fut abandonné avant la fin de la culture de Vinča puis réoccupé plusieurs fois, sans que le site connaisse sa prospérité d'autrefois. Quatre tombes, datant du Chalcolithique sont caractéristiques de la culture de Bodrog-Kereš  ; un petit nombre de sépultures étaient caractéristiques de la culture de Baden et quelques vestiges indiquent que le site fut momentanément occupés par des populations appartenant à la culture de Vučedol. Pendant l'âge du bronze, le site fut occupé de manière éphémère par un peuplement rattaché à la culture de Vatin. À l'âge du fer, la dimension du tell y attira les Celtes qui y édifièrent une importante forteresse,. Le site servit ensuite à accueillir une importante nécropole serbe.

## Tourisme
Vinča-Belo Brdo est inscrit sur la liste des sites archéologiques d'importance exceptionnelle de la république de Serbie. Le site et ses fouilles font partie du parc archéologique de Vinča et sont ouverts au public lors de visites guidées. Les objets mis au jour sont exposés dans le parc mais aussi au Musée national à Belgrade, au musée de la ville de Belgrade et à la faculté de philosophie de l'université de Belgrade.
Depuis 2010, le site est fermé à cause de problèmes liés à des glissements de terrain. Il a été enfoui dans du sable en attendant que ces problèmes soient réglés.